# Kallahalli, Chiknayakanhalli
Kallahalli là một làng thuộc tehsil Chiknayakanhalli, huyện Tumkur, bang Karnataka, Ấn Độ.